# Aristolochia batucensis
Aristolochia batucensis är en piprankeväxtart som beskrevs av Wiggins & Rollins. Aristolochia batucensis ingår i släktet piprankor, och familjen piprankeväxter. Inga underarter finns listade i Catalogue of Life.